# Zalman Bernstein
Zalman Chaim Bernstein, originariamente Sanford Bernstein (in ebraico זלמן חיים ברנשטיין‎?; Brooklyn, 1926 – 1999) è stato un imprenditore e filantropo statunitense, di ascendenza israelita e fede ebraica ortodossa.
Lavorò come consulente economico per il Piano Marshall.

## Biografia
All'età di diciotto anni, si unì alla Marina degli Stati Uniti e combatté nella Seconda Guerra Mondiale.  Al termine del conflitto, conseguì una laurea in economia presso la New York University e successivamente un master in economia presso l'Harvard Business School.
Dopo aver lavorato come consulente economico per il Piano Marshall, nel 1967 fondò la società di gestione degli investimenti Sanford C. Bernstein, poi divenuta Sanford Bernstein, che aveva inizialmente il fratello Paul P. Bernstein come unico socio.
Negli anni '80, si convertì all'Ebraismo ortodosso (Baal teshuva) e decise di abbandonare il nome inglese Sanford per assumere quello ebraico di Zalman. Frequentò la sinagoga di Lincoln Square, divenendo amico intimo del rabbino Shlomo Riskin. Nel 1989, si trasferì in Israele secondo i principi dell'aliyah. Ha anche fondato le organizzazioni ebraiche Avi Chai Foundation, un'associazione attiva in Russia fino al 2003 e che al 2010 possedeva una dotazione pari a 600 milioni di dollari, la cui spesa era pianificata entro il decennio successivo. e Til ikvah Fund, oltre ad essere un filantropo e benefattore del Centro Shalem, un istituto accademico di ricerca storica ebraica avente sede a Gerusalemme.
Bernstein si sposò tre volte. Alla sua morte nel '99 a causa di un linfoma, sopravvissero la terza moglie "Mem" Dryan Bernstein, tre figli (Claude Bernstein, Leslie Bernstein Armstrong e Rochel Leah Bernstein)  e tre figliastri (Geoffrey Dryan, Suzanne Dryan Felson e Jennifer Dryan Farkas).